# Burchard von Ahlefeldt

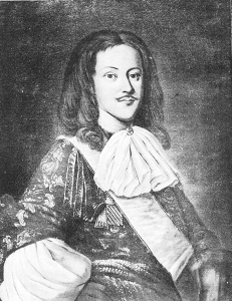
Burchard von Ahlefeldt

Burchard Graf von Ahlefeldt (* 4. Oktober 1634 in Flensburg; † 9. September 1695) war Landrat und Oberlanddrost in dänischen Diensten und der erste holsteinische Adelige, der in den dänischen Grafenstand erhoben wurde.

## Leben

### Karriere
Burchard war der Sohn des Adligen Gutsherren, Diplomaten und Generals Cai von Ahlefeldt (1591–1670) aus dem Adelsgeschlecht Ahlefeld und dessen erster Frau  Margarethe (1605–1647), geb. von Rantzau und gehörte damit sowohl väterlicher- als auch mütterlicherseits zu den Equites Originarii, also dem holsteinischen Uradel. Von seinem Vater erbte er die Adligen Güter Bülk, Eschelsmark,  Kollmar, Mehlbek, Ornum, Kampen Knoop, Seekamp und Saxtorf. Burchards Frau war Dorothea (1647–1686) geb. von Rumohr, die er 1664 heiratete und aus deren Ehe der Sohn Cai Burchard von Ahlefeldt (1671–1718) entstammte. Durch die Heirat kamen noch die Güter Büstorf, Rundhof und Stubbe in seinen Besitz.
In seiner Jugend unternahm Burchard die übliche Grand Tour in Form von Bildungsreisen durch Europa. 1663 wurde er als Kammerherr der dänischen Königin Sophie Amalie erwähnt und 1664 zum Landrat in Schleswig und Holstein ernannt. 1671 wurde er zum Ritter vom Dannebrogorden, dem zweithöchsten dänischen Orden, geschlagen. Burchard von Ahlefeldt wurde am 7. Mai 1672 von König Christian V. von Dänemark und Norwegen als erster holsteinischer Adeliger in den dänischen Grafenstand erhoben und begründete die bis heute bestehende gräfliche Linie von Ahlefeldt-Eschelsmark. Nach dem Tod des Grafen Anton I. von Aldenburg 1680 wurde er dann am 18. Oktober 1681 zum Oberlanddrost der Grafschaften Oldenburg und Delmenhorst ernannt. Dieses Amt bekleidete er bis 1692, zog sich aber bereits 1683 wegen Krankheit auf seine Güter in Schleswig zurück. Sein Nachfolger wurde Anton Wolf von Haxthausen, der bereits während Burchards Abwesenheit die Funktionen eines Oberlanddrosten wahrgenommen hatte.

### Finanzielle Schwierigkeiten
Nachdem er den Überblick über seine zahlreichen Güter und seine finanziellen Verhältnisse verloren hatte, begann Burchard im Jahre 1672 Teile seines Besitzes zu verkaufen. Im Jahre 1690 erging eine Proklamation an seine Gläubiger und er musste 1691 das Gut Saxtorf mit Rögen und Hörst an seinen Schwager Detlev von Brockdorff auf Rohlstorf verkaufen.